# فرسان، شهر
فرسان، شهر (به انگلیسی: Farasan) بزرگترین شهر واقع در جزیره فرسان است. این جزیره جزء استان جیزان است.